# Mała Hanniwka (rejon kropywnycki)
Mała Hanniwka (ukr. Мала Ганнівка) – wieś na Ukrainie, w obwodzie kirowohradzkim, w rejonie kropywnyckim, w hromadzie Ustyniwka. W 2001 liczyła 72 mieszkańców.